# Inga Hedberg
Inga Maria Margareta Hedberg, född Holmbäck den 18 november 1927, död den 13 januari 2024 i Uppsala Helga Trefaldighets distrikt, var en svensk botaniker. 
Inga Hedberg var docent och verksam vid Uppsala universitet. Hennes forskning fokuserade på vegetationen och floran på de Östafrikanska bergen som är anpassade till sommarklimat under dagen och vinterklimat under natten och är mycket känslig för klimatförändringar. Hon var under flera år huvudredaktör för Flora of Ethiopia and Eritrea och Symbolae Botanicae Upsalienses. 2009 var projektet klart, som hennes man Olov Hedberg satte igång 1980, där många forskare medverkat. Slutresultat finns i åtta volymer tryckta i Addis Ababa. Inga Hedberg introducera ämnet etnobotanik vid Uppsala universitet.
Inga Hedberg utgav doktorsavhandlingen Cytotaxonomic studies on Anthozanthum odaratum och flera andra botaniska studier samt Så kan det vara: en fallstudie av svensk sjukvård 2017. ISBN 9789177650829